# Anloga
Anloga – miasto w Ghanie, w regionie Wolta, w dystrykcie Keta.